# 7368 Haldancohn
A 7368 Haldancohn (ideiglenes jelöléssel 1966 BB) a Naprendszer kisbolygóövében található aszteroida. Az Indiana Egyetem fedezte fel 1966. január 20-án.